# Notopogon
Notopogon es un género de peces de la familia Centriscidae, del orden Gasterosteiformes. Este género marino fue descrito científicamente en 1914 por Charles Tate Regan.

## Especies
Especies reconocidas del género:
- Notopogon armatus (Sauvage, 1879)
- Notopogon fernandezianus (Delfín, 1899)
- Notopogon lilliei Regan, 1914
- Notopogon macrosolen Barnard, 1925
- Notopogon xenosoma Regan, 1914